# Kalista
Kalista (macedónul: Калишта, albánul Kalishti) település Észak-Macedóniában, a Délnyugati körzetben, Sztruga községben.

## Népesség
| Lakosok száma | 477  | 568  | 667  | 785  | 974  | 117  | 992  | 1178 | 764  |
|               | 1948 | 1953 | 1961 | 1971 | 1981 | 1991 | 1994 | 2002 | 2021 |

2002-ben 1178 lakosa volt, akik közül 1079 albán, 95 macedón, 1 szerb, 1 vlach és 2 egyéb.